# Kotlearevske, Orjîțea
Kotlearevske (în ucraineană Котляревське) este un sat în comuna Voronînți din raionul Orjîțea, regiunea Poltava, Ucraina.

## Demografie
Componența lingvistică a localității Kotlearevske
     Ucraineană (98,21%)
     Rusă (1,79%)
Conform recensământului din 2001, majoritatea populației localității Kotlearevske era vorbitoare de ucraineană (98,21%), existând în minoritate și vorbitori de rusă (1,79%).